# Dido Sacchettoni
Dido Sacchettoni, all'anagrafe Aleardo Sacchettoni (Ancona, 29 dicembre 1936 – Roma, 10 luglio 2018), è stato uno scrittore e giornalista italiano.

## Biografia
Nato ad Ancona, si è trasferito successivamente a Roma. Giornalista, ha collaborato con Paese Sera, Il Messaggero e la Repubblica. Ha esordito nella narrativa nel 1986 con Le notti di Arancia Meccanica, in seguito trasposto in film nel 1998 da Claudio Caligari. È stato insignito del Premio Napoli nel 2002 per il romanzo Non ti alzerai dalla neve e del Premio Teramo l'anno successivo per il racconto Il sesto senso del capitalismo.

## Opere

### Romanzi
- Le notti di Arancia Meccanica, Napoli, Tullio Pironti, 1986 ISBN 88-7937-203-3
- Non ti alzerai dalla neve, Torino, N. Aragno, 2001 ISBN 88-8419-068-1
- Nero giubileo, Roma, Avagliano, 2006 ISBN 88-8309-189-2
- Le ceneri di Ovidio, Verona, Betelgeuse, 2013 ISBN 978-88-6349-023-7

### Saggi
- Alle radici della buona tavola, Milano, Longanesi, 1990 ISBN 88-304-0973-1

## Filmografia
- L'odore della notte (1998) diretto da Claudio Caligari (soggetto)